# Rózsa Péter
Rózsa Péter (hongarès: Péter Rózsa)  (Budapest, 17 de febrer de 1905 - Budapest, 16 de febrer de 1977), nascuda Rózsa Politzer (abans d'hongaritzar el seu cognom alemany), va ser una matemàtica hongaresa i la principal contribuïdora al desenvolupament de la teoria de funcions especials recursives.

## Biografia
Rózsa Politzer va néixer a Budapest, capital d'Hongria, i en aquells dies també capital de l'Imperi austrohongarès. En els anys 30 del segle xx, va canviar el seu cognom d'origen jueu alemany pel de Péter.
En un primer moment es va matricular per estudiar química, a la Universitat Eötvös Loránd de Budapest, seguint la voluntat del seu pare, l'advocat hongarès Gusztav Politzer. Però molt ràpid va descobrir que la seva vocació eren les matemàtiques, per la qual cosa va canviar l'orientació dels seus estudis, i va aconseguir la titulació en matemàtiques l'any 1927.
El seu interès en matemàtiques va ser causat per l'assistència, mentre estudiava química, a les conferències del matemàtic Lipót Fejér. Una altra persona que va influir molt en Rózsa va ser el seu company d'estudis universitaris a l'Eötvös Loránd, László Kalmár.
Va començar a publicar articles de les seves recerques i el 1935 es va doctorar, i va començar a col·laborar en diverses revistes especialitzades, formant part dels consells editorials d'aquestes.
El 1936 va presentar una ponència titulada "Über rekursive Funktionen der zweite Stufe" al Congrés Internacional de Matemàtics a Oslo.
Quan va esclatar la Segona Guerra Mundial va estar confinada en un gueto de Budapest, la qual cosa no li va impedir continuar amb els seus treballs, arribà fins i tot a imprimir un llibre, titulat Jugant amb l'infinit: exploracions i excursions matemàtiques, que consistia en una reflexió sobre temes matemàtics de geometria, lògica i teoria dels nombres orientada al gran públic.
Durant aquest període, la seva font de supervivència van ser les classes particulars que donava i ensenyant en nivells no universitaris fins al final de la guerra. El 1945 va aconseguir entrar a treballar en la Pedagógiai Förskola de Budapest. El seu germà i molts dels seus amics van morir durant la guerra. El 1955, en produir-se el tancament de la Pedagógiai Förskola, va passar a treballar com a professora a la mateixa universitat en què havia estudiat, la Universitat Eötvös Loránd, on va treballar fins a la seva jubilació, el 1975.
Va morir de càncer la vespra del seu aniversari el 1977.

## Contribucions a les matemàtiques
El seu primer tema de recerca va ser la teoria de nombres, però es va descoratjar en veure que els seus resultats ja havien estat provats per Dickson, la qual cosa va fer que durant un temps s'allunyés de les matemàtiques; però, a mitjan 1930, el seu company d'estudis Kalmár la va animar a examinar el treball de Kurt Gödel, que estava incomplet. Va ser a partir d'aquesta experiència que Rózsa va donar lloc als fonaments de la teoria de funcions recursives.
El 1932 va presentar al Congrés Internacional de Matemàtiques, a Zuric, el seu article sobre funcions recursives, i en aquest moment encara feia servir el seu nom originari: Rózsa Politzer.
El 1943, durant la guerra, va publicar el llibre Játék a végtelennel (Jocs amb l'infinit), la majoria dels exemplars del qual es van perdre pels bombardejos, per la qual cosa la seva distribució no es realitzà fins que acabà la guerra.
Mentre Stephen Kleene desenvolupà la teoria general de les funcions recursives (incloent-hi les parcials) basant-se en els textos de Gödel, Péter, el 1951, va recollir aquest coneixement i al costat del seu propi treball va publicar el llibre Rekursive Funktionen (Funcions recursives), que va ser el primer llibre que va tocar aquest tema; posteriorment el llibre s'arribaria a convertir en una referència estàndard. El 1952 Kleene va definir Rózsa Péter com la principal contribuïdora a la teoria de funcions especials recursives.
A mitjan dècada dels 50, Péter va aplicar la teoria de la funció recursiva a les computadores. El 1959 va presentar en el Simposi Internacional de Varsòvia el document Über die Verallgemeinerung der Theorie der rekursiven Funktionen für abstrakte Mengen geeigneter Struktur als Definitionsbereiche (Sobre la generalització de la teoria de funcions recursives per a conjunts abstractes d'estructura adequada com a dominis de definició).
El 1976 el seu últim llibre, Rekursive Funktionen in der Komputer-Theorie (Funcions recursives en la teoria de la computació), ja tractava aquest tema, com indica el seu títol, encara que no va arribar a traduir-se a l'anglès fins al 1981.
A més dels seus estudis matemàtics, Rózsa Péter estava molt interessada en la pedagogia de les matemàtiques, tractava de millorar l'educació matemàtica del seu país d'origen, Hongria; va escriure llibres de text escolars i va tractar de millorar els plans d'estudis.

## Premis i reconeixement
Va rebre el Premi Kossuth concedit pel govern d'Hongria el 1951. El Premi Manó Beke, concedit per la Societat Matemàtica János Bolyai, el 1953. El 1970 va rebre el Premi Estatal de plata i el 1973 el Premi Estatal d'or. Va ser escollida membre de l'Acadèmia de Ciències d'Hongria el 1973, esdevenint així la primera dona a formar part de l'Acadèmia.